# Chambre de commerce et d'industrie de Vaucluse

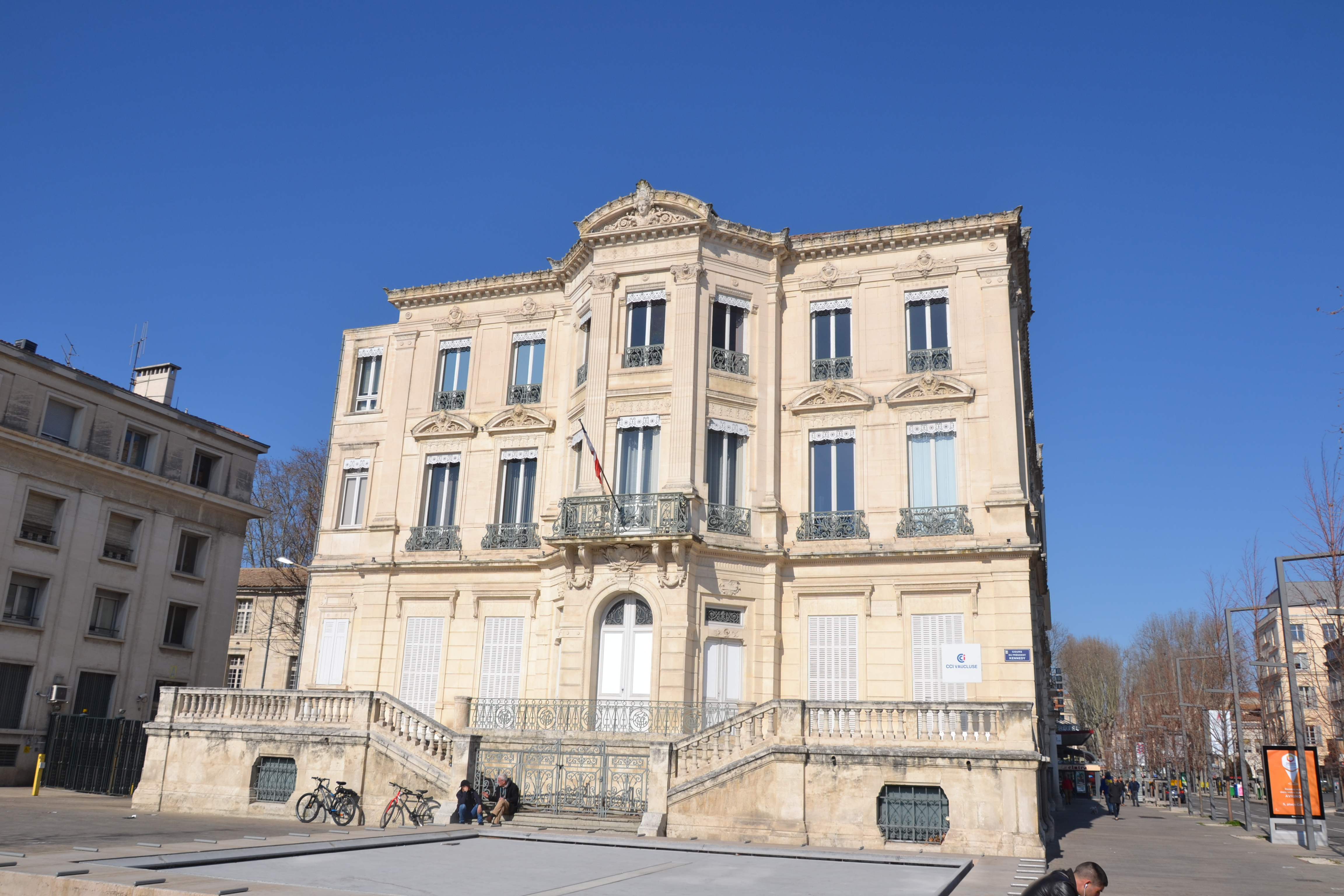
CCI de Vaucluse à Avignon

La chambre de commerce et d'industrie de Vaucluse est la CCI du département de Vaucluse. Son siège est à Avignon. 
Elle fait partie de la chambre de commerce et d'industrie de région Provence-Alpes-Côte d'Azur

## Missions
À ce titre, elle est un organisme chargé de représenter les intérêts des entreprises commerciales, industrielles et de service de Vaucluse et de leur apporter certains services. C'est un établissement public qui gère en outre des équipements nécessaires au développement de l'économie du département.
Comme toutes les CCI, elle est placée sous la double tutelle du ministère de l'Industrie et du ministère des PME, du Commerce et de l'Artisanat.

### Service aux entreprises
- Maison de l'entrepreneur et Antennes, où l'on trouve les centres de formalités des entreprises
- Assistance technique à l'entreprise, répartie par territoire : un rôle de conseil de 1er niveau et de réseau
- Pôle d'expertise : conseillers thématiques (Développement Durable, Nouvelles technologies, Développement international...)

### Gestion d'équipements
- Aéroport d'Avignon-Provence ;
- Port fluvial de commerce du Pontet.

### Centres de formation
- Campus PME pour la formation continue
- École Hôtelière pour la formation spécialisée sur les métiers de la restauration
- Pôle Santé pour la formation spécialisée sur la santé et les services à la personne
- EGC pour la formation à la gestion d'entreprise
- Pôle Informatique spécialisé en cybersécurité et sécurité du code

## Pour approfondir